# Giovanna Maria Farussi
Zanetta Farussi, eigentlich Giovanna Maria Farussi (evtl. auch Farusi oder Faruso), auch La Buranella (* 27. August 1708 auf Burano; † 29. November 1776 in Dresden) war eine bekannte Theaterschauspielerin, die in London, Venedig, Petersburg, vor allem aber in Dresden auftrat. Sie war die Mutter des venezianischen Schriftstellers und Abenteurers Giacomo Casanova.

## Leben

### Herkunft, Ehe mit Gaetano Casanova (1724–1733), London (1727)
Giovanna Maria Farussi wurde 1708 als Tochter des Schuhmachers Geronimo Farussi († 1724) und seiner Ehefrau Marzia (1669–1743) vermutlich auf Burano geboren – daher ihr Beiname „La Buranella“ (= „die kleine Buranerin“). Sechzehnjährig wurde sie 1724 von dem Schauspieler und Tänzer Gaetano Casanova (1697–1733) entführt und sie heiratete ihn gegen den Willen ihrer Eltern.
Der älteste Sohn Giacomo wurde 1725 geboren. Eventuell ging er aus einer Affäre mit dem Patrizier Michele Grimani hervor. Wie ihr Mann widmete sich Zanetta dem Theater und ging mit ihm nach London, wo sie 1727/28 ihr Debüt gab. Dort wurde ebenfalls ihr zweiter Sohn Francesco geboren. Es wird gemutmaßt, dass er einer Affäre Zanettas mit dem Prince of Wales und späteren britischen König Georg II. entstammte.

### Venedig, Teatro San Samule, Schauspielertruppe Imer (1733), Goldoni
Nach der Rückkehr lebte sie mehrere Jahre in Venedig, spielte am Teatro San Samuele und schenkte weiteren vier Kindern das Leben. Nach dem frühen Tod Gaetanos im Jahr 1733 trat sie in die berühmte Schauspielertruppe des Giuseppe Imer ein und spielte mit diesem in Verona. Dort lernte sie Carlo Goldoni kennen, der für sie das Stück La Pupilla („Die Waise“) schrieb und sie in seiner Autobiografie als sehr hübsche und geschickte Witwe beschreibt. Sie spielte in der Komödie offenbar immer die jungen Liebhaberinnen. Im Winter 1734/35 spielte sie bei der Patrizierfamilie Grimani in Venedig.

### Petersburg (1735/36–1737)
Sie begab sich Ende 1735 oder Anfang 1736 ins russische St. Petersburg, um ein Engagement am Hofe der Zarin Anna Iwanowna anzunehmen. Diese hatte 1734 ihren Hofnarren Petrillo – einen venezianischen Geiger – nach Venedig entsandt, um eine Truppe von Schauspielern und Musikern zusammenzustellen. Die italienische Komödie fand am russischen Hofe aber keinen Anklang, so dass Zanetta bereits 1737 nach Venedig zurückkehrte.

### Dresden (ab 1738), Warschau (u. a. 1748, 1754), Flucht nach Prag (1756)
Ein Jahr später reiste sie nach Dresden, wo sie einen langfristigen Vertrag am Hoftheater bekam und in Pillnitz am 12. Mai 1738 ihre erste Vorstellung gab. Ihre überlebende Tochter und den Sohn Giovanni ließ sie später nachkommen und verbrachte viele Jahre in Dresden und Warschau. In Dresden gehörte sie zu einer italienischen Truppe, die aus „dem Ehepaare Isabella und Bernardo Vulcani, dem Ehepaare Gerolima und Antonio Franceschini, Paolo Carexana und der Witwe Casanova, welche letztere ihren provinziellen Taufnamen „Zanetta“ in den hochitalienischen, schöner klingenden „Giovanna“ umgewandelt hatte“ bestand. Sie trat auch in Warschau auf, wo sie 1748/49 „in der Neustädter Gasse bei Duchaine“ wohnte (S. 304). Sie verfasste ein Singspiel (Le contese di Mestre e Malghera per il Trono), das am 6. November 1748 aufgeführt wurde, wohl eine Parodie. Die in Stuttgart erschienenen Beyträge zur Historie und Aufnahme des Theaters, die sich auch mit Dresden befassten, attackierten sie scharf: „Sie ist über 40 Jahre“ und „Ihr Körper ist dick und gross, ihr Gesicht ist alt, trotz der theatralischen Magie!“, ja, „Eine böse Frau, einen rechten Teufel von einer Frau würde sie besser vorstellen“ (S. 308).
1752 erhielt ein Stück Giacomo Casanovas Gelegenheit, in Dresden am 7. Februar aufgeführt zu werden. Er übersetzte dazu den Zoroastre ins Italienische. Darin spielte seine Mutter die „Erinice, Principessa di Battro“. Unter den Figurantinnen war auch ihre Tochter Maddalena, Giacomos Schwester. Sie wohnte noch 1745 im Haus der gemeinsamen Mutter. Ihr Bruder Giacomo kam im Herbst 1752 selbst für ein halbes Jahr nach Dresden und beobachtete – angeblich unerkannt – seine Mutter auf der Bühne. Er unterstützte sie materiell, nachdem er sich angeblich ihr – zu ihrer Überraschung – zu erkennen gegeben hatte; der Sohn selbst stellt die Reise als ein angekündigtes Unternehmen dar. Allerdings schreibt er selbst, er sei gerade zu dieser Zeit in einer misslichen Lage gewesen, und so kam ihm eine großzügige Zuwendung des Königs für den Zoroastre zustatten. Die Mutter hingegen zog mit dem Hof zwischen Warschau und Dresden weiterhin hin und her, logierte „1754 zu Warschau am Markte im zweiten Stock bei Herrn Szubelski“ (S. 312).

### Dresden (1763–1776)
Im Verlauf des Siebenjährigen Krieges wurde das Hoftheater 1756 geschlossen. Zwischenzeitlich floh sie vor feindlichem Beschuss aus Dresden nach Prag, kehrte aber nach dem Hubertusburger Frieden dorthin zurück. Nach dem Ende des Krieges im Jahr 1763 wurde Giovanna Casanova „mit 400 Rthlr. jährlicher Pension bedacht“. 1764 kam ihr Sohn Giovanni nach Dresden, wo er eine Professur an der Kunstakademie erhielt. Damit war die Familie gesichert. Sie starb am 29. November 1776.

## Kinder
- Giacomo Girolamo Casanova (1725–1798)
- Francesco Giuseppe Casanova (1727–1803)
- Giovanni Battista Casanova (1730–1795)
- Faustina Maddalena Casanova (1731–1736)
- Maria Maddalena Antonia Stella Casanova (1732–1800)
- Gaetano Alvisio Casanova (1734–1783)